# Rhizotrogus breviceps
Rhizotrogus breviceps är en skalbaggsart som beskrevs av Leon Fairmaire 1891. Rhizotrogus breviceps ingår i släktet Rhizotrogus och familjen Melolonthidae. Inga underarter finns listade i Catalogue of Life.